# 武藤富男
武藤 富男（むとう とみお、1904年（明治37年）2月20日 - 1998年（平成10年）2月7日）は、昭和戦前期日本の裁判官および満洲国の官僚、昭和戦後期日本の実業家、名誉法学博士、教育者、日米会話学院院長、キリスト教牧師、伝道師、名誉神学博士。キリスト新聞社長・会長。教文館専務・社長・会長。明治学院院長。明治学院東村山高等学校の創設者 (P1～5) で、同高校初代校長。恵泉女学園理事長、東京神学大学理事長、敬和学園理事長、キリスト教文書センター理事長、日本聾話学校理事長、東京サフランホーム理事長、雲柱社理事長なども歴任した。ペンネームに大賀 捨二。

## 来歴
4歳の時に生家が破産し、さらに父親が他界。貧困の中、母親を手伝いながら静岡県御殿場神山の高等小学校を卒業。14歳の時奉公のため上京し、湯島付近の家で雑巾がけ、子守、主人の手伝いなどをしながら開成夜学校で学び、16歳で高等学校高等科入学資格試験（高検）に合格。翌年第一高等学校文科甲類に入学した (P40～43)  (P40～45)。
東京帝国大学法学部卒業後、裁判官となり東京地方裁判所判事を務めた。1934年に渡満し、以降、満洲国司法部刑事科長、国務院総務庁弘報処長、満洲国協和会宣伝科長を歴任した（この時期の武藤の行動については議論及び批判がある。後述）。1943年に帰国し、情報局第一部長に就任。
終戦後、官を辞す。
1945年、日米会話学院を創立。同学院院長。
1946年、賀川豊彦より「キリスト新聞」の創刊を託され専務兼主筆となり、のちに社長に就任。この間独学で神学を学び、1947年に日本基督教団補教師となる。
1952年、本邦初の口語訳新約聖書（キリスト新聞社発刊）を渡瀬主一郎と共訳。
1956年、教文館専務として再建に取り掛かる。
1958年、日本キリスト教団向河原教会創立。
1959年、教文館社長。
1962年、第7代明治学院院長就任。翌年に明治学院東村山高等学校を設立、同校長に就任 (P1～5)。
1964年、恵泉女学園理事長。
1968年、米アイオワ州セントラルカレッジより名誉法学博士号授与。
1972年、教文館会長。
1974年、明治学院名誉院長。
1977年、「日本キリスト党」を結成して第11回参議院議員通常選挙の全国区に立候補し落選。
1982年、財団法人雲柱社理事長。
1984年、東京神学大学理事長。
1989年、日本キリスト教文化協会よりキリスト教功労者の表彰を受ける。同年、東京神学大学より名誉神学博士号授与。
1998年、死去。

## 人物
奉公時代夜間に通い、苦学しながら念願の一高に合格し、世間的には前途洋々の一高に入ったが、それまでの自己中心的な考えは間もなく破綻し、内面的には不安と焦燥の生活であった (P44)。
こうした中、青山学院で行われた英語スピーチコンテストに参加する。キリスト教の主催者を困らせてやろうと「暴虐にして気まぐれなる神」をテーマにスピーチをした。
内容は「人類をつくり、これを支配し、災害を下してこれを苦しめ、階級をつくって闘争せしめ、病気をもたらして人を死なしめ、正しき者を苦難にあわせ、赤子を母親の手から奪い、貧困のうちに人を伸吟せしめ、自らは天の玉座にあって、人間の災禍を見て楽しむ暴虐にして気紛れなる神よ、汝は人生という舞台において我らに悲劇喜劇を演じせしめる。我はここに来たって汝に挑戦する。然るに汝は我を見下して言う。汝のそこに演じるは、そもそも悲劇なりや喜劇なりやと、ああ、全能にして暴虐なる神よ、結局、人は汝の支配下にあって、如何ともなしがたく、泣きつ産まれ、つぶやきつつ生き、呻きつつ死に行くものなのだ。」というもの。
実は演説会場荒らしが動機であったこの英語スピーチコンテストが、思わぬ方向への転機になる。生きていく意味を見失っていた時期に、審査員であったアメリカ人医者であり宣教師でもあったウエンライト博士との交流が始まる (P45)。博士との人格的交流がキリスト教との出会いとなり、その後受洗となった。
やがて職業選択に迷い、「平行四辺形の対角線」を選ぶ。郷里で反体制無産者政党候補の応援で動いたことがあり、刑事の尾行をうけたこともあって、帰宅した時に母親が火鉢にあたりながら火箸を動かし「雉も鳴かずば撃たれまい」とつぶやいたのを聞いている。ここでいう「平行四辺形の対角線」とは、世間や郷里の人々が期待し喜ぶ俗界の辺と、牧師などの聖的な精神界の辺との対角線である裁判官を選んだことを指す言葉で、「一面において勇気と決断力のなかったことを示し、未だ信仰への志を起こしたにすぎず、使命感に徹していなかったことを示すものです。」と述べている。
中村妙子によると一高の学生時代より大森教会会員で、法務畑に入っても在京中は礼拝を欠かさず出席していた。教会の親睦会には玄人はだしの落語と漫談で周囲を笑わせていた。
非常にまめで料理は勿論、畑仕事も出来た。戦後の公職追放の時期には農業と英語塾で家族と焼け出された親族を合わせ11名を養ってる。
満洲国では甘粕正彦と親交を結び、甘粕を満映の理事長に推薦した。満洲国のメディア統括のトップに立っていたとき、朝日新聞が満州の市場に参入しようとするのに協力する姿勢を見せた。関東軍は古野伊之助や正力松太郎との関係を重視する東条英機の意向に反する(「関東軍の司令の首が飛ぶ」)から止めた方がよいと注意したが、「帰国後に出世するためには新聞にも恩を売っておこう」との本人の弁が残っている。
国家と縁を切ってからは「全身全霊、世界の大きな流れとの関係で生き、大正時代につくられた理想主義を貫こうとした」(武藤一羊)。更に武藤一羊は父の人柄について「父は心の温かい飾り気のないシンプルな人で実際家。労を惜しまず愛情深い人で父の中に信仰の働きをみるのは苦しみに堪え忍び許す瞬間だった」(キリスト新聞 1998.2.21)と述べている。
1947年、東京市ヶ谷の戦犯法廷に証人として出廷し、日本人戦犯容疑者の弁護をおこなったとき、武藤は「満州国政府は宗教を圧迫しなかった、我々はヒューマニズム（人道）に基いて満洲建国をやった、という二つのことを立証する意図」を方針に、被告たちを弁護した。
東京裁判（極東国際軍事裁判）において、天皇をかばって絞首刑になった東條英機を評して、「忠義とか臣節とかいうものを超えて、人間的な美しさを示して居ります」と言っている。
しかし戦後は植民地政策に協力したことを自覚し、その反省を経てキリスト教文書伝道、キリスト教教育、キリスト教福祉などに専念した。
1950年のトレーラーを牽引して全国を巡回する音楽伝道の企画実施から、晩年の政界浄化を志す政党の結成に至るまで、その活動は一貫した信念に基づくものだった。
1952年、破防法反対運動の指導者として東大を退学となった長男武藤一羊に「父は伝道で生きる。君は革命で生きていくことにしたまえ」と語っている（朝日新聞 1981.4.16）。
1958年には川崎に日本キリスト教団向河原教会を創立。牧会伝道を続けるとともに、1946年に創刊したキリスト新聞に約40年間社説を書き続け、平和憲法擁護、靖国神社国営化反対の厳しい論調は一般の言論界にも影響を与えた。暴力によらぬ祈りによる平和運動を提唱し、クリスチャンジャーナリズムについては、キリスト教の立場から世界と社会の現実に批判を向けなければいけない。この世の権勢の統制を受けてはならないと『社説三十年 第一部』に記している。
1956年、経営難の教文館を再建し、1962年からは明治学院院長として施設拡充、キリスト教主義の教育を強調しての学院の社会的発展に寄与した。
また創立した明治学院東村山高等学校や、白金から東村山に移転した当時の校長でもあった明治学院中学校では、「教師が生徒のマイナス面を己自身の十字架として負うという贖罪愛の教育」（キリスト新聞 1998.2.28 中山弘正明治学院院長「送る言葉」）を主張し実践に努め、中高生相手に週2日英語の授業を行った。大学紛争で負傷した際には明治学院中学と高校の生徒から見舞いの寄せ書きを受けている。
戦後、このようにキリスト教伝道者、教育者、ジャーナリストとして幅広い活動を行ったが、社会事業家としての側面も注目される。社会福祉法人雲柱社、日本聲話学校、中途失明女子の自立更生施設東京サフランホーム各理事長としてその運営に心血を注いだ。

## 親族
息子・武藤一羊は社会運動家。ベトナムに平和を!市民連合を経て、「ピープルズ・プラン研究所」を創設した。

## 著書
- 『戯曲 発明と自由恋愛』（満日文化協会）1937
- 『満洲讃歌』（吐風書房）1941
- 『聖書談義』（大賀捨二名義、日米書院）1947
- 『小説 求道者 ウエンライト先生のことども』（キリスト新聞社）1951
- 『再軍備を憤る 追放者の告白』（文林堂）1951
- 『満洲国の断面 甘粕正彦の生涯』（近代社）1956、のち再刊（西北商事）1967
- 『私と聖書』1 - 3（キリスト新聞社）1958
- 『宣教100年 ラクーア伝道写真集』（キリスト新聞社）1959
- 『百三人の賀川伝』上・下（キリスト新聞社）1960
- 『使徒パウロと賀川豊彦』（キリスト新聞社）1961
- 『愛 コリント前書十三章の生活体験による釈義』（キリスト新聞社）1961
- 『キリスト教入門』（講談社）1965、のち再刊（善本社）1974
- 『賀川豊彦の六面 賀川全集24巻の解説を完了して』（キリスト新聞社）1965
- 『救いの歴史 マタイ伝の系図』（キリスト新聞社）1966
- 『賀川豊彦全集ダイジェスト』（キリスト新聞社）1966
- 『神の国を体験する』（キリスト新聞社）1966
- 『恩師二人 ウェンライトと佐波亘』（キリスト新聞社）1967
- 『信仰生活の利益』（キリスト新聞社）1967
- 『聖書の逆説と私たちの生活』（キリスト新聞社）1968
- 『教育の改革 実務者の提言』（国民協会）1968
- 『人間像修復』（時事通信社）1970
- 『聖霊の宗教と聖霊による生活』（キリスト新聞社）1970
- 『洗足の心 ヨハネ福音書十三章の生活経験による解説』（キリスト新聞社）1973
- 『教育の改革』（国民協会）1972年)
- 『社説三十年 わが戦後史 第1部 昭和21-30年』（キリスト新聞社）1975、のち再刊（キリスト新聞社） 2016
- 『社説三十年 わが戦後史 第2部 昭和31-36年』（キリスト新聞社）1976
- 『日本キリスト党（仮称）結成の提唱』（キリスト新聞社）1976
- 『評伝賀川豊彦』（キリスト新聞社）1981
- 『レーゼドラマ 死線を越えて』（雲柱社）1985
- 『私と満州国』（文藝春秋）1988

### 共著
- 『強制執行競売法判例総覧』上・下（帝国判例法規出版社）1933
- 『口語訳新約聖書』（渡瀬主一郎、キリスト新聞社）1952
- 『えほんせいしょ』1 - 2（藤山一雄、キリスト新聞社）1953
- 『日本共産党に聞く』（谷口善太郎、キリスト新聞社）1973

## 訳書
- 『祈りは聴かれる 1』（キリスト新聞社）1957
- 『祈りは聴かれる 2』（キリスト新聞社）1958
- 『両手の勇気』（アラン A・ハンター、佐藤茂久治共訳、キリスト新聞社）1960

## 関連図書
- 『ラクーア特別伝道記念写真集』（キリスト新聞社） 1953
- 『明治学院九十年史』（明治学院） 1967
- 『社説三十年 第一部』（キリスト新聞社） 1975
- 『社説三十年 第二部』（キリスト新聞社） 1976
- 『評伝 武藤富男』（穂積与四郎、コイノニヤ社） 1977
- 『私と満州国』（文藝春秋社） 1988
- 「文藝春秋 四月特別号」（文藝春秋） 1998
- 『神との冒険』（ローレンス・ラクーア、キリスト新聞社） 2002
- 『満洲国のビジュアル・メディア - ポスター・絵はがき・切手』（貴志俊彦、吉川弘文館） 2010
- 『明治学院百五十年史』（明治学院） 2013